# Teste de associação implícita
Teste de associação implícita é uma ferramenta computadorizada desenvolvida com o objetivo de medir a associação de dois conceitos de destino com um atributo, onde os conceitos aparecem em uma tarefa de duas opções (por exemplo japoneses vs. coreanos) e o atributo em uma segunda tarefa (por exemplo, palavras agradáveis e desagradáveis em avaliação). A associação é medida com base no tempo de reação do indivíduo as questões, o pressuposto é o de que categorias mais associadas são respondidas mais rapidamente enquanto as menos associadas demandam mais tempo de resposta. Este tipo de teste é frequentemente utilizado para medir o preconceito implícito que pessoas podem ter em relação a raça, etnia, gênero, status social e etc. O teste foi inicialmente proposto em um artigo de 1998 pelos pesquisadores Anthony G. Greenwald e seus colegas Debbie E. McGhee e Jordan L. K. Schwartz.

## Críticas
O teste pode estar captando estereótipos sociais ao invés de atitudes implícitas. O resultado das associações podem refletir a familiaridade do participante com os conceitos e atributos em análise mais do que o preconceito implícito dele em relação a elas. Os resultados também podem ser influenciados pela assimetria de saliência independente das associações.